# Herb gminy Miłkowice
Herb gminy Miłkowice – symbol gminy Miłkowice.

## Wygląd i symbolika
Herb przedstawia tarczę wzoru hiszpańskiego, przedzieloną czerwonym krzyżem na cztery pola. W polu heraldycznie prawym górnym o barwie błękitnej widnieje stylizowane uskrzydlone koło, w polu lewym górnym, zielonym, trzy złote kłosy, w polu lewym dolnym, błękitnym, stylizowany obelisk barwy złotej, w polu prawym dolnym, barwy złotej, trzy zielone trójlistne koniczyny. Pośrodku tarczy, w miejscu przecięcia ramion krzyża, złota tarcza sercowa z czarnym orłem. W wersji dostojnej po bokach tarczy trzymacze heraldyczne o postaci młodych jelonków, u podstawy tarczy w złotej wstędze o czerwonym obrysie napis Gmina Miłkowice.
Uskrzydlone koło symbolizuje związki gminy z kolejnictwem, złote kłosy nawiązują do miejscowego rolnictwa, obelisk przedstawia znajdującą się w Ulesiu tzw. Kolumnę Łez, a tarcza sercowa to herb Dolnego Śląska - nawiązanie do przynależności gminy do tego regionu.